# Нерезьма (посёлок)
Нерезьма — нежилой посёлок в Шенкурском районе Архангельской области. Входит в состав муниципального образования «Шеговарское».

## География
Деревня расположена в южной части Архангельской области, в таёжной зоне, в пределах северной части Русской равнины, в 54 километрах на север от города Шенкурска, на правом берегу реки Вага при впадении в неё притока Нерезьма.
Часовой пояс
Нерезьма, как и вся Архангельская область, находится в часовой зоне МСК (московское время). Смещение применяемого времени относительно UTC составляет +3:00.

## Население
| 2002 | 2010 | 2012 |
| ---- | ---- | ---- |
| 0    | →0   | →0   |